# Gedong (Pracimantoro)
Gedong is een bestuurslaag in het regentschap Wonogiri van de provincie Midden-Java, Indonesië. Gedong telt 4237 inwoners (volkstelling 2010).